# Тувалуански долар
Тувалуански долар је званична валута на Тувалуу. Скраћеница тј. симбол за долар је $ или $T тј. TV$ а међународни код нема. Тувалуански долар издаје Резервна банка Аустралије. У 2005. години инфлација је износила 3,9%. Један долар се састоји од 100 цента.
Тувалу је почео да издаје своје кованице је 1976. Попут фарске круне, тувалуански долар је само варијација аустралијски долар и нема засебну вредност.
Користе се новчанице аустралијског долара и локалне кованице у износима од 5, 10, 20 и 50 центи и од 1 долара.